# Połaniec
Połaniecⓘ é um município no sudeste da Polônia. Pertence à voivodia da Santa Cruz, no condado de Staszów. É a sede da comuna urbano-rural de Połaniec.
Estende-se por uma área de 17,4 km², com 7 387 habitantes, segundo o censo de 31 de dezembro de 2024, com uma densidade populacional de 424 hab./km².
Uma cidade real no condado de Sandomierz da voivodia de Sandomierz na segunda metade do século XVI. Uma cidade no distrito de Sandomierz em 1629. Entre 1975 e 1998, a cidade pertenceu administrativamente à voivodia de Tarnobrzeg. Zawada, perto de Połaniec, abriga uma das maiores usinas termoelétricas da Polônia, a Enea Połaniec S.A., com capacidade de 1800 MW. O Bloco Verde de 205 MW, inaugurado em 2013, tornou-se a maior unidade de energia 100% movida a biomassa do mundo. Há também uma subzona da Zona Econômica Especial de Starachowice na cidade e na comuna de Połaniec, que em 2017 cobria uma área de 39.423 ha. Duas estradas importantes também passam por Połaniec: estrada provincial n.º 764 com uma ponte sobre o rio Vístula (conectando Połaniec com o Euro-Park da Zona Econômica Especial em Mielec) e a estrada nacional n.º 79.

## Localização

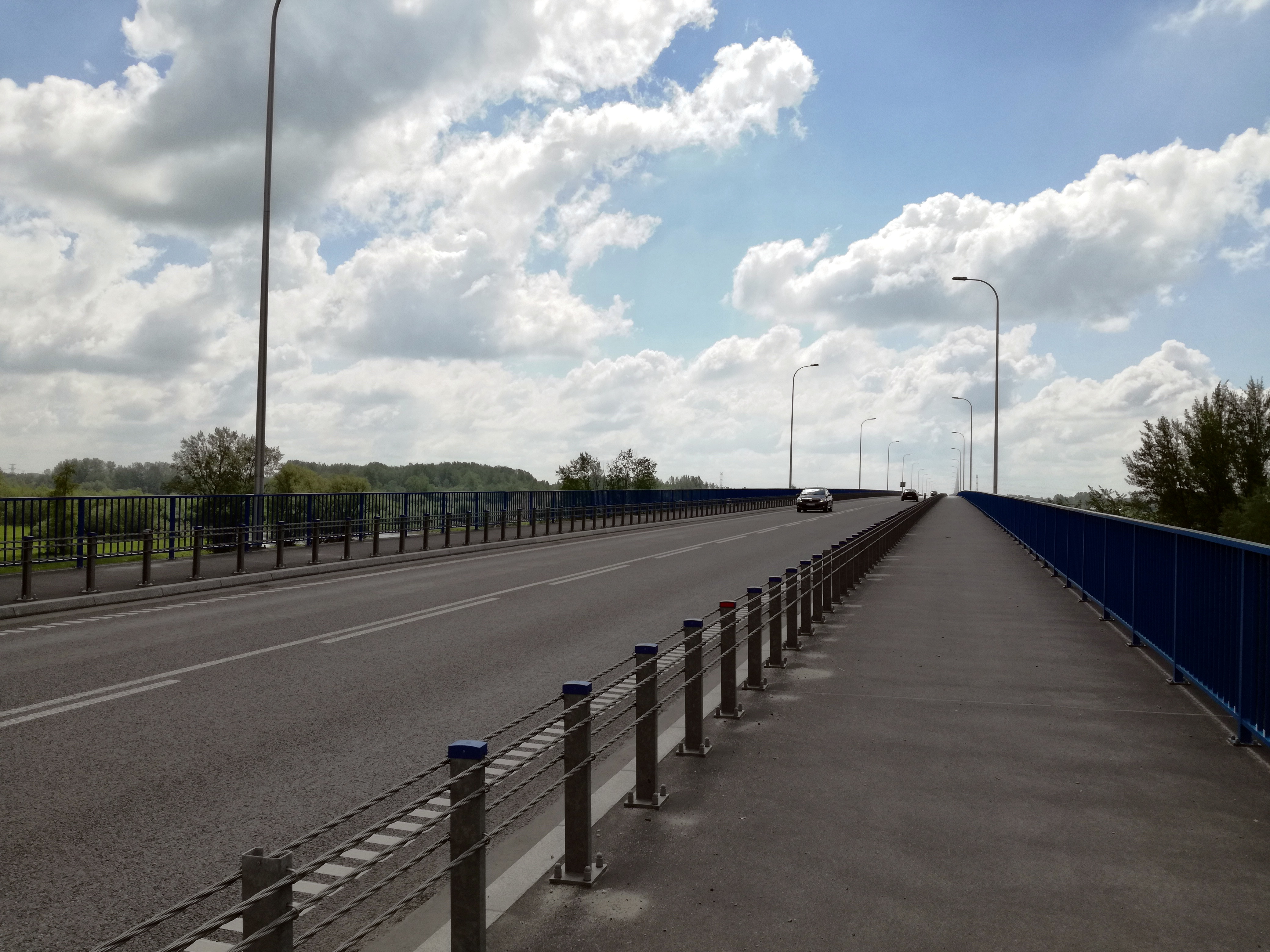
Ponte em Połaniec conectando o município com o condado de Mielec. Inaugurada em 2014

A cidade e a comuna de Połaniec estão localizados na voivodia de Santa Cruz. Pertence à Terra de Sandomierz, na parte oriental da bacia de Połaniec, que faz parte da bacia de Sandomierz.
O município faz fronteira a leste com o rio Vístula e a norte e oeste com o complexo florestal de Golejowskie.
A paisagem local foi moldada pela geleira. O terreno ondulado é cortado pelos vales do Vístula, Czarna, Wschodnia e o canal Strumień.
A calha de Połaniec desce em um degrau de 30 metros em direção ao leste. Próximo de Połaniec e Winnica, o Vístula cria um desfiladeiro pitoresco.
A trilha de caminhada verde das vilas de Chańcza a Pielaszów passa pela cidade.

## História

### Pré-história
Os primeiros vestígios conhecidos de assentamento na área de Połaniec datam do Paleolítico. O critério usado pelas pessoas que tentavam se estabelecer nas terras do Vístula era a abundância de caça e peixe, o terreno favorável, o clima e o fácil acesso à água. No entanto, os primeiros colonos, que levavam um estilo de vida nômade, permaneceram na área até que os recursos naturais se esgotassem. As descobertas dos arqueólogos no atual local da Usina Enea Połaniec, onde foram encontrados vestígios da cultura lusaciana, podem testemunhar o surgimento de assentamentos permanentes por povos mesolíticos nas terras de Połaniec.
Os colonos que já possuíam a capacidade de criar gado e cultivar a terra apareceram na área de Połaniec por volta de 4000-3500 a.C. Descobertas em 1968 por um grupo de arqueólogos, moedas do século III a.C. (147 denários dos períodos Republicano e Principado) são evidências significativas de contatos comerciais com o Império Romano.

### Fundação
Połaniec começou a desenvolver-se por volta do século XI, quando um castro foi construído na foz do rio Czarna no Vístula. Não muito longe do castro recém-formado, foi localizado um assentamento servil, que data dos séculos XI e XII. Com a primeira cidade, a igreja de Santa Catarina foi fundada em Winna Góra.
No ano de 1241, os tártaros invadiram as terras de Połaniec. O castro foi completamente saqueado e incendiado. Perto da aldeia de Tursko, houve uma batalha feroz entre os cavaleiros poloneses e os tártaros. Segundo Jan Długosz, os poloneses forçaram os invasores a fugir. Uma avaliação realizada provavelmente em 1340 indica que Połaniec tinha uma população de cerca de 400 habitantes.

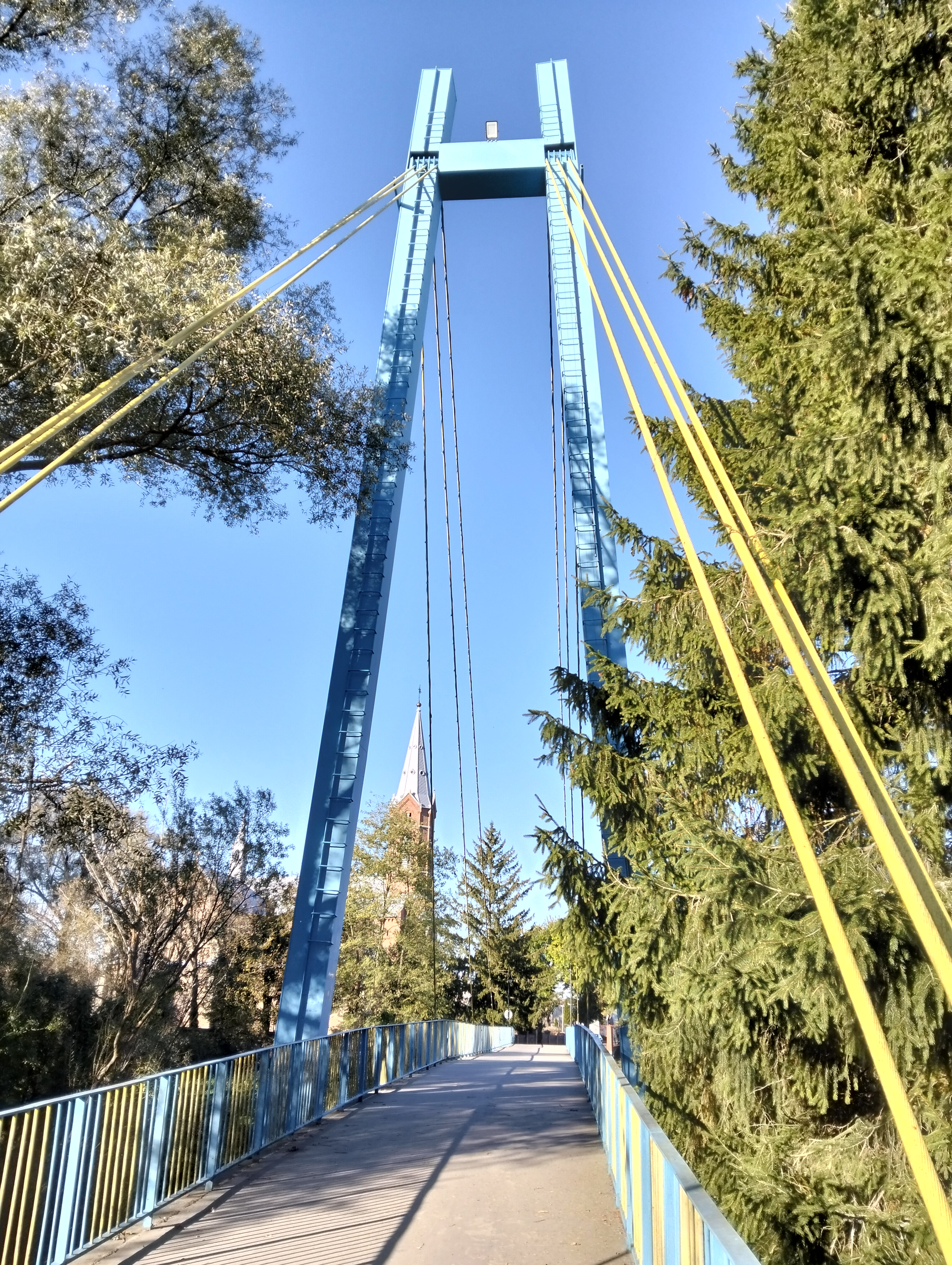
Passarela sobre o rio Czarna Staszowska em Połaniec

Em 1350, a cidade foi transferida de Winna Góra para sua localização atual por um documento emitido por Casimiro, o Grande. Devido à rota comercial que levava de Cracóvia a Sandomierz e a uma via fluvial bastante importante, navegável pelo rio Vístula, Połaniec recebeu direitos de cidade bem cedo (antes de 1264).
Em 1442, ocorreu uma situação estranha com o então rei, Ladislau III, que, juntando dinheiro para uma expedição contra os turcos, pediu emprestado ao proprietário de uma propriedade na vila de Rytwiany, Dziersław Jastrzębiec, mais de 4 mil złotys. Infelizmente, o rei morreu sem pagar a dívida que havia contraído, deixando seu sucessor com um grande problema. No entanto, o herdeiro de Dziersław renunciou à quantia não paga na Dieta de Piotrków. Como compensação, o rei Casimiro IV Jagelão doou Połaniec para Ana, a viúva de Jan Rytwiański. Por mais de 50 anos, Połaniec esteve nas mãos dos proprietários do latifúndio Rytwiański. Foi um período difícil na história da cidade, pois os proprietários estavam focados apenas no lucro, sem se preocupar com o desenvolvimento estético da cidade e o desenvolvimento da economia. A cidade, que estava sobrecarregada de responsabilidades, não pôde se desenvolver de forma tão dinâmica quanto sob as “asas” do rei.
No início do século XVI, Połaniec foi novamente completamente destruída e incendiada durante outra invasão tártara. Em vista da situação, o rei Sigismundo, o Velho, decidiu anular os impostos para os habitantes da cidade incendiada e reduzi-los para os habitantes da cidade menos afetados. Após o incidente, o mesmo rei criou um mercado toda segunda-feira e três feiras por ano (no dia de Pentecostes, no dia de Santa Margarida e no dia de Santa Catarina). Em 1526, um enorme incêndio tomou conta de Połaniec, consumindo grande parte dos edifícios, sendo o motivo de outra isenção de impostos para os burgueses.
Em meados do século XVI, foi fundada uma prefeitura, com o Hetman Jan Amor Tarnowski como patrono do projeto. Doze anos após esse investimento, Połaniec foi consumida por outro incêndio. Também após esse incêndio, como os anteriores, o rei Sigismundo II Augusto suspendeu a cobrança de impostos das vítimas do incêndio.

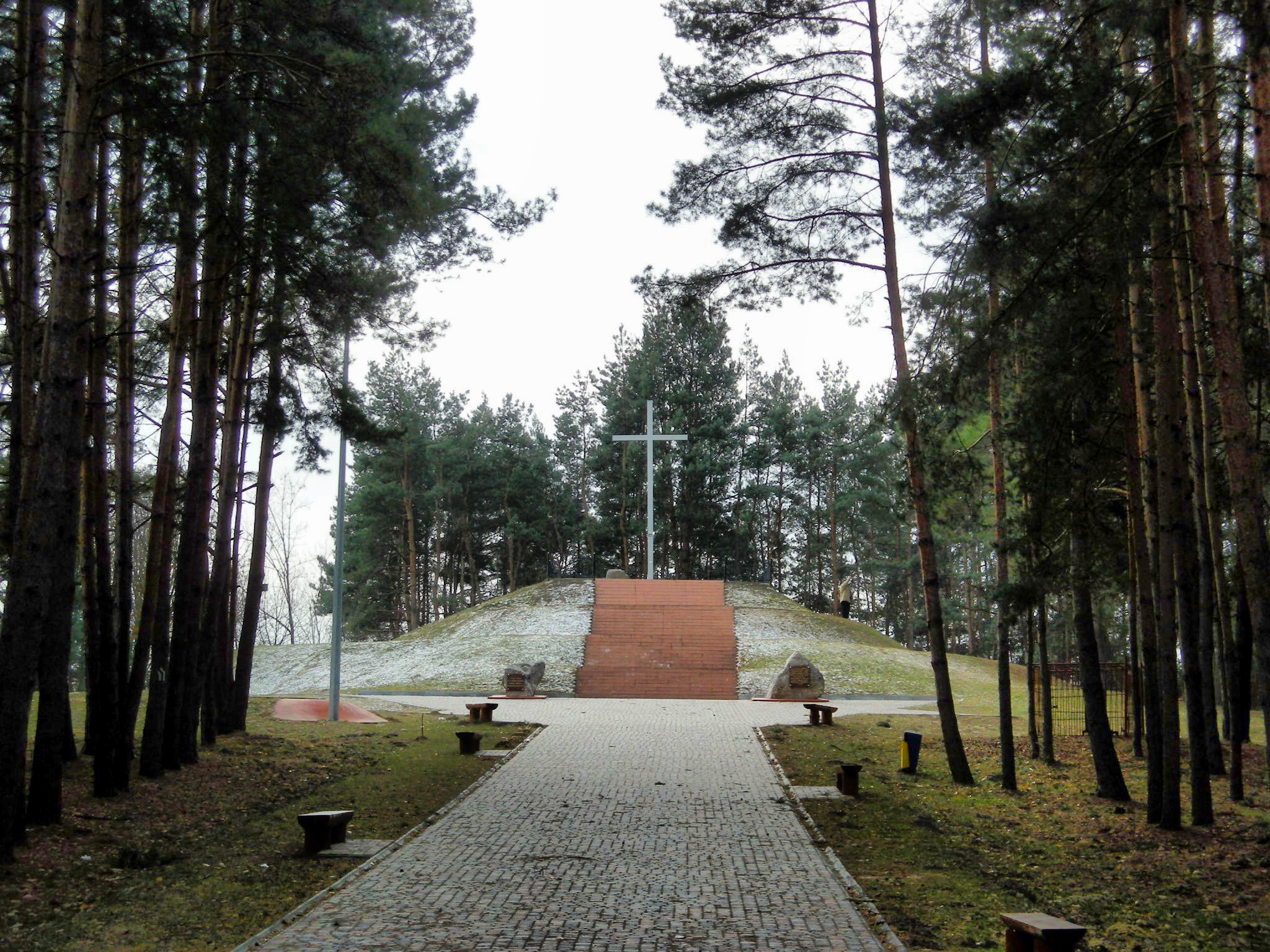
Monte Tadeusz Kościuszko

No início do século XVII, foi fundado um hospital para os pobres na cidade e, ao lado dele, a igreja do Espírito Santo, inaugurada por decisão do então bispo. Em 1632, outra feira anual foi organizada no dia de São Casimiro. Esse privilégio foi concedido a Połaniec por Sigismundo III Vasa.
Em 1772, ocorreu a primeira divisão da Polônia. Ela separou Połaniec do mercado que era a Galícia, agora ocupada pelos austríacos. As altas taxas alfandegárias sobre as mercadorias transportadas para a Galícia atrasaram muito o desenvolvimento econômico da cidade. Em 5 de maio de 1794, o Comandante-em-Chefe da Força Armada Suprema, Tadeusz Kościuszko, chegou perto de Połaniec, montando acampamento nas bifurcações dos rios Vístula e Czarna. Foi lá que ele aguardou a união de suas forças com o general Jan Grochowski para atacarem juntos o exército do general Denisov. A princípio, tudo indicava a derrota das tropas polonesas, mas as habilidades de comando de Kościuszko garantiram que seu exército não se despedaçasse, mas mantivesse seu espírito de luta e iniciasse uma retirada para Varsóvia. Um documento muito importante emitido pelo Comandante-em-Chefe foi a “Proclamação de Połaniec”. Esse documento foi emitido em 7 de maio de 1794. Em virtude da Proclamação, os camponeses se tornaram cidadãos plenos da República, foram liberados da servidão, receberam liberdade pessoal e aqueles que se juntaram ao exército foram completamente abolidos da servidão. Esse evento é comemorado pelo Monte Kościuszko em Połaniec.

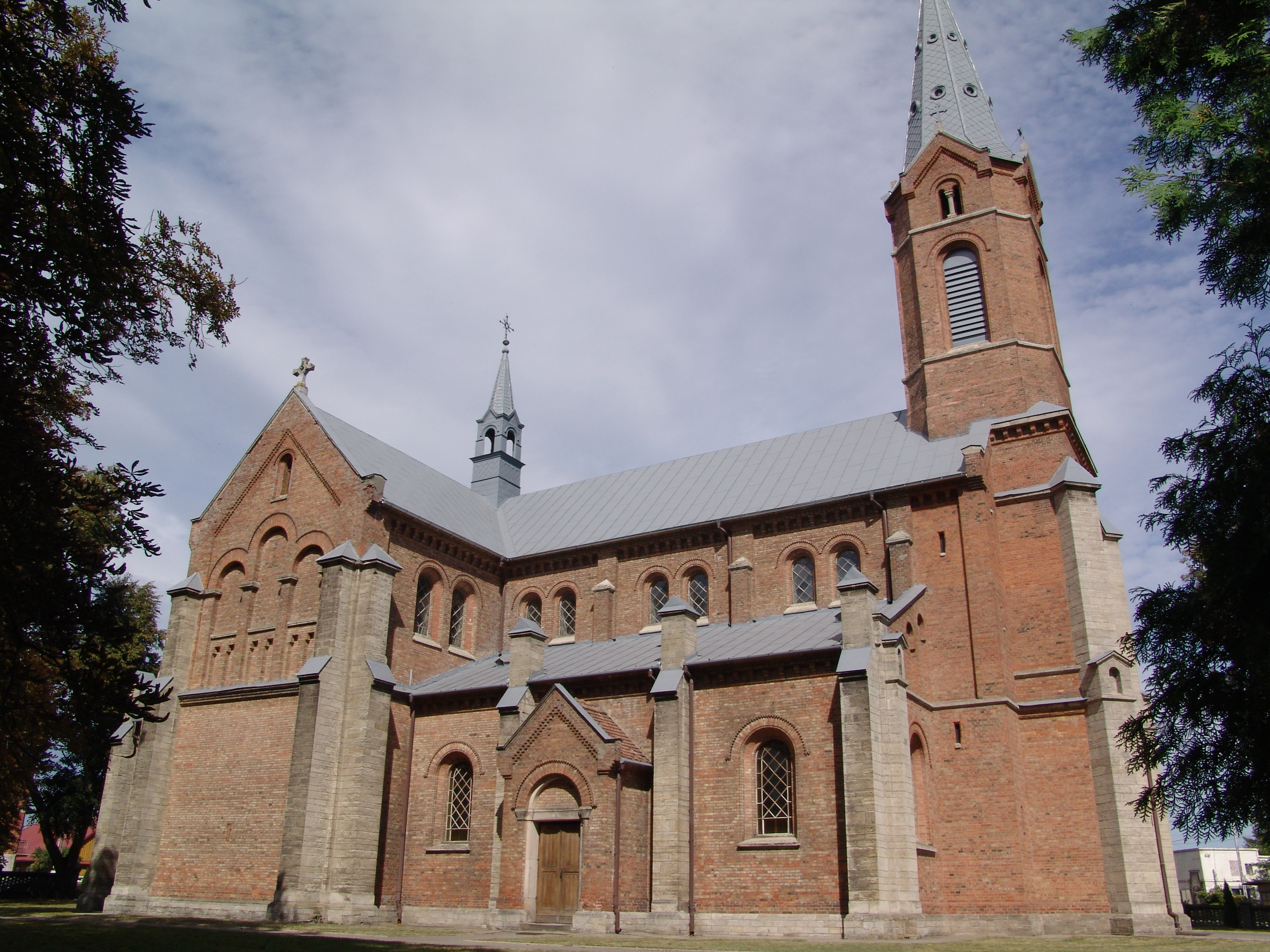
Igreja neo-românica de Santo Martinho, (séculos XVI, XVII e XIX)

Em 1795, após a Terceira Partição da Polônia, Połaniec foi anexada pela Áustria e, a partir de 1815, pela Rússia. Foi um período difícil na história de Połaniec. A intensificação dos processos de russificação nas terras do rio Vístula, após a queda do Levante de Novembro, foi causada principalmente pelo desejo de exterminar a Polônia e fundir o reino com o resto do Império Russo.
Em 1 de junho de 1869, por força de um decreto czarista, Połaniec perdeu seus direitos de cidade. A população local viu esse ato como uma vingança pela participação na Revolta de Janeiro, mas, segundo as autoridades czaristas, os motivos eram bem diferentes. O primeiro era o fato de Połaniec ser uma cidade apenas por título, e a grande maioria da população local era de agricultores. O segundo motivo era a população. Conforme o governo czarista, a cidade tinha que ter pelo menos 3 mil habitantes, enquanto Połaniec tinha menos de 2 mil. Como resultado da política russa, o desenvolvimento da cidade foi severamente prejudicado.
Em 1917, no centésimo aniversário da morte de Tadeusz Kościuszko, o Monte Kosciuszko foi erguido em Połaniec.

### Período entre guerras e Segunda Guerra Mundial
Em 1934, a área de Połaniec foi atingida por uma enchente. Os rios Vístula e Czarna transbordaram, inundando Połaniec e os vilarejos vizinhos. Os agricultores afetados foram isentos de impostos e a comuna recebeu um subsídio do fundo de ajuda. No mesmo ano, um habitante em posse de documentos ultrassecretos do Centro de Treinamento das Forças de Comunicação foi preso na cidade. O espião foi tratado por uma exposição de contrainteligência militar de Kielce.
Após a eclosão da Segunda Guerra Mundial, começou o drama dos judeus que viviam nos territórios poloneses. Naquela época, Połaniec era considerada um “oásis de paz”, pois estava localizada longe de rotas rodoviárias movimentadas, não tinha comunicação ferroviária e não tinha postos avançados permanentes da Gestapo. Mas aqui também o Holocausto fez vários milhares de vítimas. Durante a ocupação nazista, os alemães estabeleceram um gueto para os residentes judeus em 1 de junho de 1942. Cerca de 2 200 judeus foram alojados lá. Em 18 de outubro de 1942, eles foram levados para o gueto de Staszów e, de lá, para o campo de extermínio de Treblinka II, onde foram assassinados. Em Połaniec, durante a ocupação alemã, a educação clandestina era realizada nos níveis primário e médio. Depois que o Exército Vermelho entrou na cidade, novas repressões caíram sobre Połaniec. Quarenta e dois habitantes foram deportados para os gulags.

### Período pós-guerra

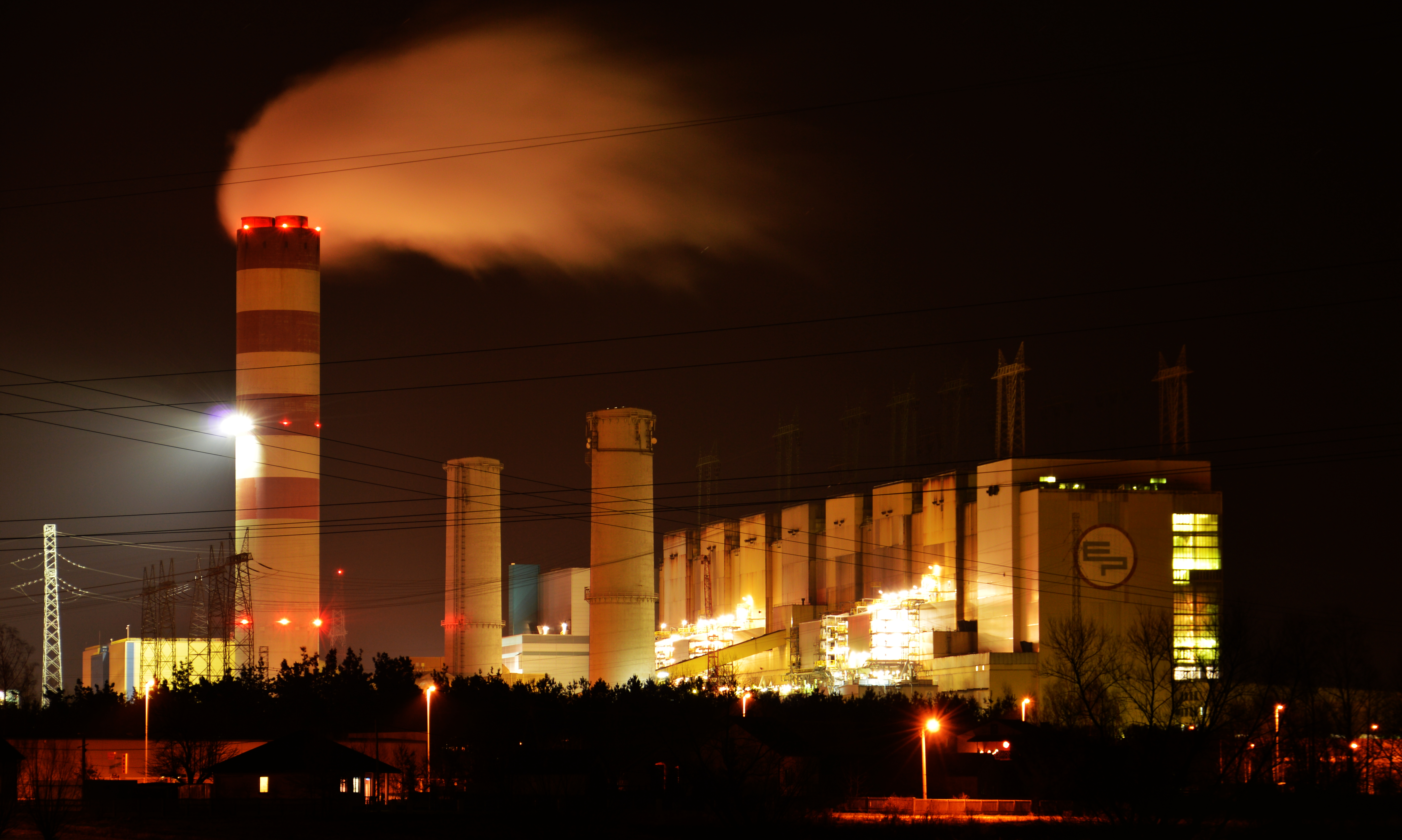
Usina Enea Połaniec

O trabalho meticuloso de reconstrução e limpeza dos danos após o que aconteceu em Połaniec durante a Segunda Guerra Mundial:
- Na década de 1950, Połaniec foi eletrificada e o Corpo de bombeiros voluntários recebeu um carro de bombeiros.
- Na década de 1960, foi construída uma escola primária, o transporte Transporte Motorizado Estatal foi lançado e ocorreu a grande inauguração da rota do Vístula.
- Na década de 1970, foi iniciada a construção da usina termoelétrica à carvão de Połaniec e uma ZSZ (escola profissionalizante básica) foi inaugurada para formar principalmente eletricistas e engenheiros eletrônicos.
- Em 1980, Połaniec recuperou seus direitos municipais. Três anos depois, a construção da usina de energia foi concluída e recebeu o nome de Tadeusz Kościuszko.
- Em 1997, Połaniec foi atingida pela enchente do milênio, que causou enormes danos.

## Cultura e lazer
- Centro Cultural e de Artes (incluindo um cinema com imagem 4K 3D e som surround)
- Biblioteca pública municipal e comunitária
- Centro de Esportes e Recreação
- Concha acústica para concertos na rua Królowej Jadwigi

## Educação
- Escola pública primária T. Kościuszko, rua Żapniowska 1[16]
- Complexo escolar Unidade Oddziału Partyzanckiego Armii Krajowej “Jędrusie”, rua Ruszczańska 23[17]

## Demografia
Conforme os dados do Escritório Central de Estatística da Polônia (GUS) de 31 de dezembro de 2024, Połaniec é uma cidade pequena com uma população de 7 387 habitantes (13.º lugar na voivodia de Santa Cruz e 460.º lugar na Polônia), tem uma área de 17,4 km² (13.º lugar na voivodia de Santa Cruz e 364.º lugar na Polônia) e uma densidade populacional de 424 hab./km² (18.º lugar na voivodia de Santa Cruz e 639.º lugar na Polônia). Entre 2002–2024, o número de habitantes diminuiu 13,3%.
Os habitantes de Połaniec constituem cerca de 10,85% da população do condado de Staszów, constituindo 0,64% da população da voivodia de Santa Cruz.
| Descrição                         | Total      | Total    | Mulheres   | Mulheres | Homens     | Homens   |
| --------------------------------- | ---------- | -------- | ---------- | -------- | ---------- | -------- |
| unidade                           | habitantes | %        | habitantes | %        | habitantes | %        |
| população                         | 7 387      | 100      | 3 807      | 51,5     | 3 580      | 48,5     |
| área                              | 17,4 km²   | 17,4 km² | 17,4 km²   | 17,4 km² | 17,4 km²   | 17,4 km² |
| densidade populacional (hab./km²) | 424        | 424      | 218,4      | 218,4    | 205,6      | 205,6    |

## Esporte

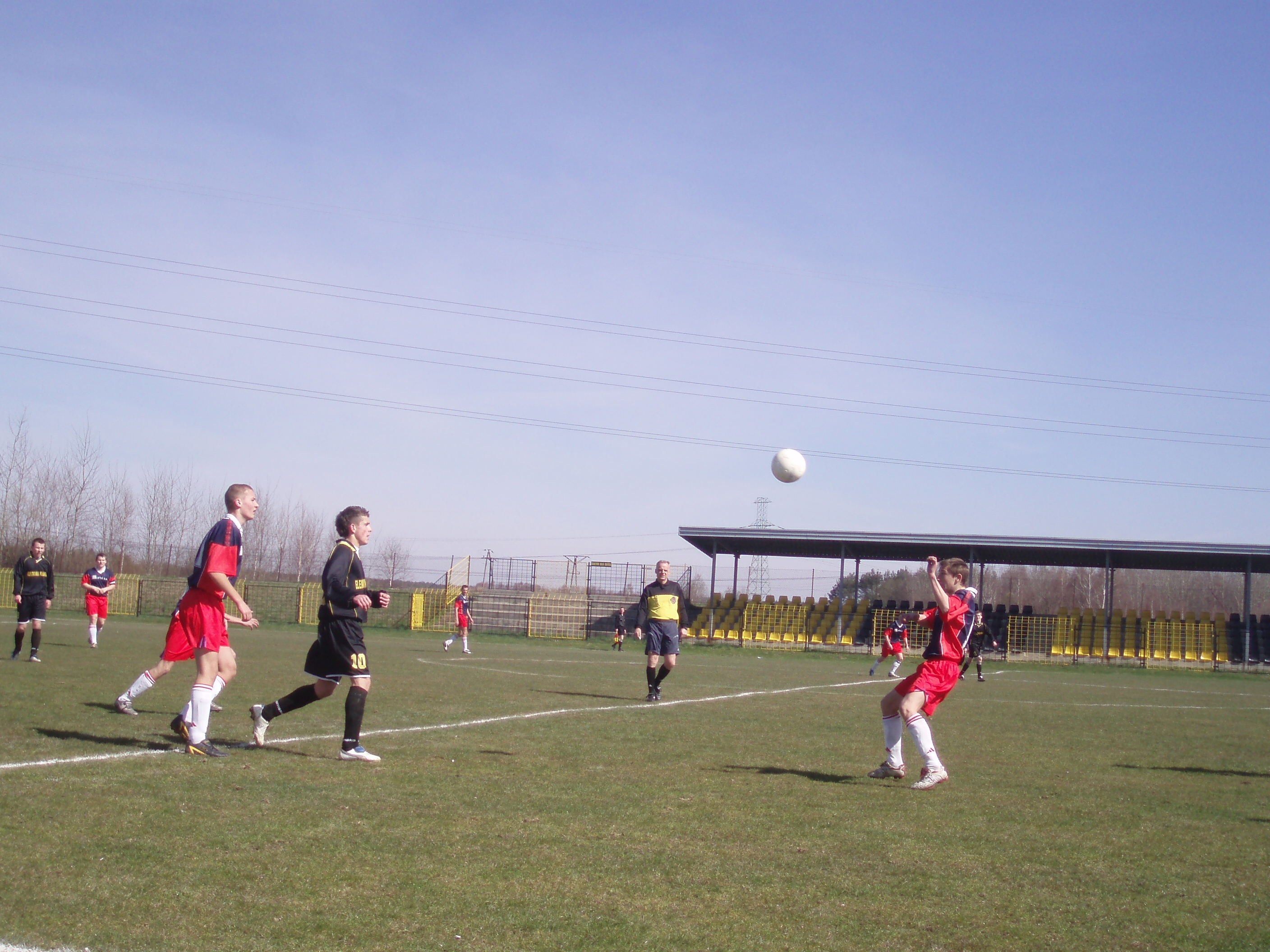
Estádio MKS Czarni Połaniec

- Czarni Połaniec — clube de futebol fundado em 1948, que joga na temporada 2024-2025, na Betclic III liga, grupo IV.[21]
- Delfin Połaniec — clube de natação.[22]
- Żaczek Połaniec — clube poliesportivo estudantil.[23]

## Comunidades religiosas
- Igreja Católica de Rito Latino

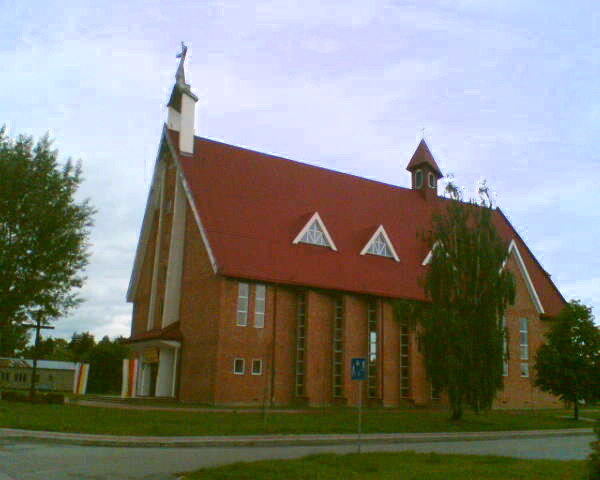
Igreja de Nossa Senhora Auxiliadora

  - Paróquia de Nossa Senhora Auxiliadora[24]
  - Paróquia de São Martinho[25]
- Testemunhas de Jeová
  - Igreja em Połaniec (incluindo um grupo de língua de sinais)

## Transporte
A cidade fica na estrada nacional n.º 79 e na estrada provincial n.º 764.
Próximo de Połaniec, foi construída a estrada Kielce — Staszów — Połaniec — Mielec — Kolbuszowa — Rzeszów, que incluía uma ponte sobre o rio Vístula, inaugurada em 12 de novembro de 2014.
A estação ferroviária de Połaniec está localizada na cidade.
Uma plataforma de pouso de helicópteros de propriedade da cidade e da comuna de Połaniec foi instalada na área de investimento em 2015.